# Barrio Parque Almirante Brown

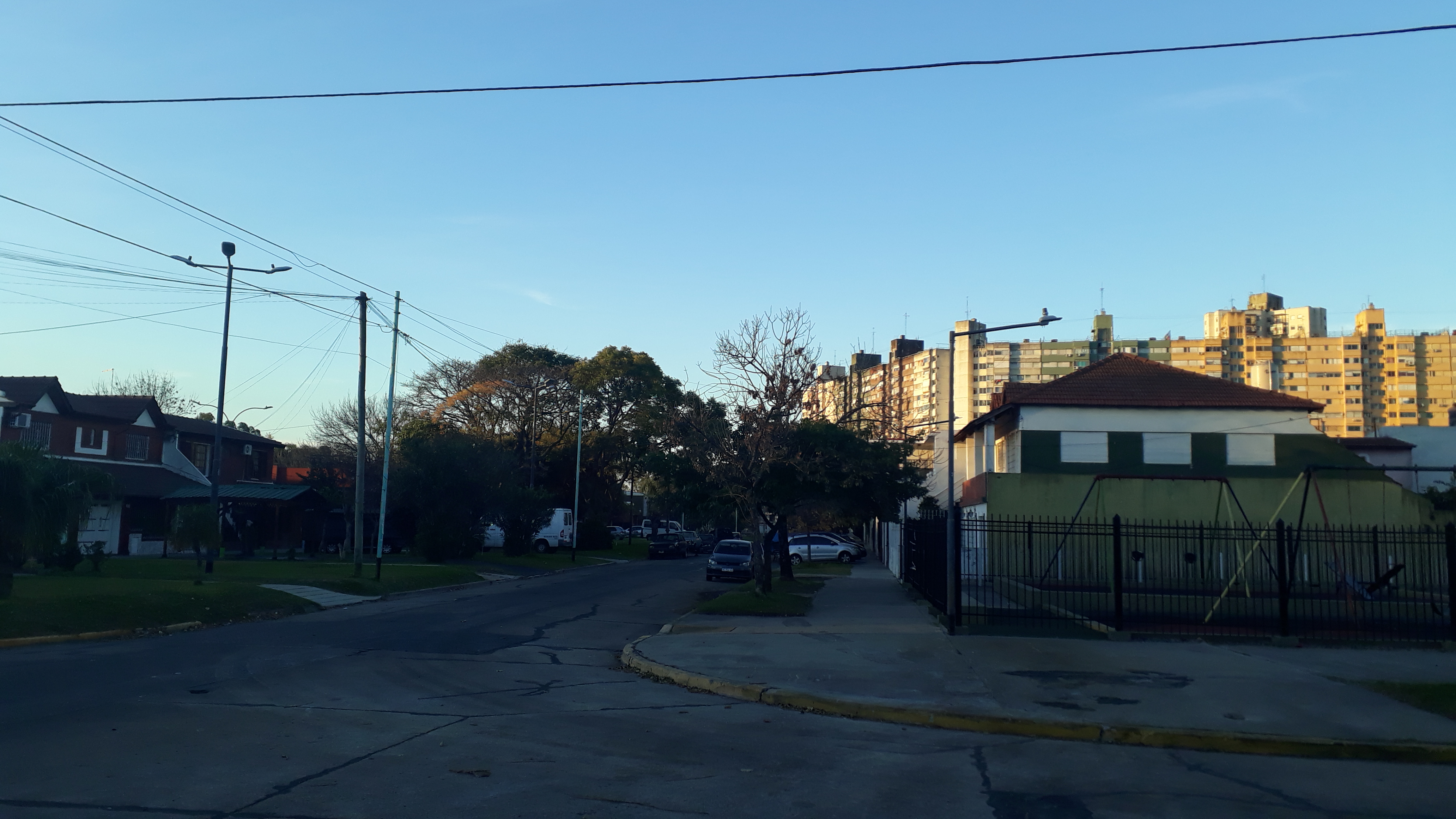
Plazoleta entre Fragata 25 de Mayo y Cañonera América, en el Barrio Parque Almirante Brown. En contraste, se puede observar, al fondo, los edificios del complejo Lugano I-II.

El Barrio Parque Almirante Brown (conocido popularmente como Barrio Las Casitas) es un barrio no oficial, residencial, de la ciudad de Buenos Aires, Argentina. Se encuentra en el barrio de Villa Lugano.

## Características
Está delimitado por las calles Lisandro de la Torre, Berón de Astrada, Cafayate y por la avenida Fernández de la Cruz. Sus calles internas homenajean a navíos y otras embarcaciones navales como fragatas y goletas. El Código de Planeamiento Urbano de Buenos Aires le asigna un tipo particular de urbanización, con regulaciones especiales: Distrito U5 .

## Denominación
Se denomina Las casitas por el tipo de construcción de planta baja que caracteriza al conjunto, en claro contraste con el lindante complejo habitacional de Lugano I y II . Abarca unas 468 viviendas. Fue construido en 1957, financiándose con fondos municipales.

## Educación
Dentro de este barrio parque, se encuentra la escuela pública n.º 1, Concejal Alberto Salvatori, perteneciente al distrito escolar 21 y el Centro de Primera Infancia (CPI) Un cuentito de verdad. También se hallan plazoletas como Prefectura Naval Argentina (entre Fragata 25 de Mayo y Cañonera América) y Caras y Caretas ( en Corbeta Belfast al 5300).